# Informationssystem Nahverkehr Sachsen-Anhalt
Das Informationssystem Nahverkehr Sachsen-Anhalt (INSA) ist ein Fahrplanauskunftssystem für den öffentlichen Personennahverkehr in Sachsen-Anhalt und im Mitteldeutschen Verkehrsverbund (MDV), welches von der Nahverkehrsservice Sachsen-Anhalt GmbH gemeinsam mit dem MDV betrieben wird. Es ermöglicht eine Fahrplanauskunft aller Züge, Trams, Busse und zahlreicher Fähren der Region sowie sämtlicher Bahnlinien im Bundesgebiet. Zudem werden Echtzeitinformationen vieler Verkehrsunternehmen dargestellt und digitale Fahrkarten für einige Verbindungen angeboten.
Der Dienst wird als mobile App über den Google Play Store sowie den Apple App Store und als Webanwendung angeboten.

## Fahrplanauskunft
Zentrales Element von INSA ist die Fahrplanauskunft, welche auf Basis der Software HAFAS umgesetzt wird. Hierbei werden auch Echtzeitdaten wie Verspätungen und Ausfälle berücksichtigt. Mittels Standortbestimmung kann die nächstgelegene Haltestelle ermittelt und von dort aus die am besten geeignete Route zum Zielort berechnet werden. Zudem ist es möglich, sämtliche anstehende Abfahrten mit aktuellen Prognosezeiten an der ausgewählten Haltestelle abzurufen. Auf Wunsch können auch Benachrichtigungen über Störungen und Verspätungen auf spezifischen Verbindungen eingerichtet werden.

## Tarifauskunft und Ticketverkauf
Derzeit werden über INSA Handy- bzw. Online-Tickets für den Deutschlandtarif, den Fernverkehrstarif der Deutschen Bahn, den Magdeburger Regionalverkehrsverbund und den MDV vertrieben. Wo keine durchgehenden Fahrkarten angeboten werden, wird teilweise auch eine Kombination mehrerer Fahrkarten ermittelt und angeboten. Das Land Sachsen-Anhalt strebt an, den Vertrieb von elektronischen Tickets für das gesamte Land anzubieten und zusammenhängende Ticketkäufe über Verbundgrenzen hinweg zu ermöglichen.